# Charlotte Cederschiöld
Ulla Margareta Charlotte Cederschiöld, född Lundahl 28 september 1944 i Gävle, är en svensk politiker (moderat), riksdagsledamot 1987 samt 1988–1995 för Stockholms kommuns valkrets, ledamot av Europaparlamentet mellan 1995 och 2009 och parlamentets vice talman och förlikningsordförande 2001–2004.
Cederschiöld, som är uppvuxen i Rättvik, blev 1970 fil. kand. i statskunskap, juridik och ekonomisk historia vid Stockholms universitet. Hon talar och skriver tyska, engelska och franska och har arbetat som simultantolk.
Hon är gift sedan 1972 med Carl Cederschiöld och två barn: Sebastian, född 1974, och Anna, född 1981.

## Tidigare uppdrag i Europaparlamentet
- Ledamot av Europaparlamentet.
- Ledamot av utskottet för den inre marknaden och konsumentskydd.
- Ledamot av delegationen till den parlamentariska samarbetskommittén EU-Ryssland.
- Förste vice ordförande i EPP-ED:s arbetsgrupp för inre marknadsinstrument, industri-, miljö- och transportutskotten.
- Suppleant i utskottet för medborgerliga fri- och rättigheter samt rättsliga och inrikesfrågor.
- Suppleant i utskottet för rättsliga frågor.
- Suppleant i delegationen för förbindelserna med Förenta staterna.
- Vice delegationsledare och del av EPP-ED:s byrå.

## Övriga uppdrag
- Ledamot av Moderata Samlingspartiets partistyrelse, 1990–95
- Vice ordförande för Moderata Kvinnoförbundet, 1990–95
- Vice ordförande för European Union of Women, 1995
- Ledamot av Sveriges riksdag och var under perioden ledamot av lagutskottet, arbetsmarknadsutskottet och EES-utskottet, samt ersättare i utrikesutskottet, näringsutskottet och socialförsäkringsutskottet.
- Ledamot av Stockholms läns landsting, 1979–88.
- Tidigare medlem av Utrikesdepartementets antagningsnämnd.
- Internationell sekreterare vid Stockholms Universitets Studentkår.
- Programsekreterare vid Svenska Institutet, 1971–72
- Informationssekreterare vid Stockholms Mark- och lokaliseringsbolag, 1973–86
- Politisk rådgivare vid Företagarnas Riksorganisation, 1986